# Cheakamus Mountain
Cheakamus Mountain är ett berg i Kanada.   Det ligger i provinsen British Columbia, i den sydvästra delen av landet, 3 500 km väster om huvudstaden Ottawa. Toppen på Cheakamus Mountain är 2 315 meter över havet.
Terrängen runt Cheakamus Mountain är huvudsakligen bergig. Trakten runt Cheakamus Mountain är nära nog obefolkad, med mindre än två invånare per kvadratkilometer.. Närmaste större samhälle är Whistler, 17,6 km nordväst om Cheakamus Mountain. 
Trakten runt Cheakamus Mountain är permanent täckt av is och snö.